# Fred Rosser
Frederick Douglas Rosser III, meglio conosciuto con il ring name Darren Young (Union City, 2 novembre 1983), è un wrestler statunitense sotto contratto con la New Japan Pro-Wrestling, dove si esibisce col ring name Fred Rosser.
Ha lottato anche in WWE dal 2009 al 2017 dove ha vinto una volta il WWE Tag Team Championship con Titus O'Neil, con cui formava i Prime Time Players.

## Carriera

### Circuito indipendente (2002–2009)
Nato a Union nel New Jersey, Sampson inizia ad interessarsi di wrestling nella metà degli anni 80, a soli 8 anni e diventa uno dei più forti wrestler teenager del territorio. Viene ricercato da diverse scuole di wrestling prima di entrare a far parte della Camp IWF a West Paterson nel New Jersey.
Sampson fa il suo debutto nel 2002 e trascorre molti anni nei circuiti indipendenti. Il 17 maggio 2003, egli vince il suo primo titolo di valore quando sconfigge il suo allenatore Kevin Knight per il IWF Heavyweight Championship a Woodland Park nel New Jersey e lo detiene per più di mezzo anno quando lo perde contro Roman, il 17 gennaio 2004. Il 20 marzo, perde contro Shane O'Brien in uno show dell'IWF. La notte dopo, Sampson e Kevin Knight si dichiarano co-vincitori di una Battle Royal a 18 uomini in uno show del Chaotic Wrestling. Dopo questa vittoria viene invitato da Jim Kettner per combattere nella East Coast Wrestling Association dove fa il suo debutto nell'estate del 2004. Poco dopo il suo debutto, inizia un feud con Prince Nana per l'ECWA Mid Atlantic Championship che Sampson riesce a conquistare a Newark, in Delaware il 18 settembre 2004. Perde il titolo dopo meno di due mesi contro Nick Malakai.

### WWE (2009–2017)

#### Florida Championship Wrestling (2009–2010)
Nel maggio 2009, Sampson firma un contratto di sviluppo con la WWE e viene trasferito alla Florida Championship Wrestling, sotto il nome di Darren Young.

#### The Nexus (2010–2011)
Il 23 febbraio 2010, Young fa il suo debutto a WWE NXT descrivendosi come un ragazzo da festa del sud e perde contro David Otunga. Il suo mentore della storyline CM Punk vuole farlo entrare nella Straight Edge Society ma Darren rifiuta. Tuttavia CM Punk, Luke Gallows e Serena aiutano Young a vincere il rematch contro Otunga la settimana dopo. Young appare ultimo dopo la prima votazione dei pro. Dopo ciò decide di unirsi alla Straight Edge Society ma rifiuta di tagliarsi completamente i capelli ed ottiene di non tagliarseli battendo Luke Gallows in un main event. Dopo aver vinto un triple treath fra lui, Skip Sheffield e Micheal Tarver l'11 maggio scampa all'eliminazione apparendo quinto su sei partecipanti ancora in gara a spese di Skip Sheffield che viene eliminato. Tuttavia, la settimana successiva viene eliminato poiché appare quinto su cinque concorrenti in gara, dietro a Wade Barrett, David Otunga, Justin Gabriel e Heath Slater
La settimana successiva alla fine della prima stagione di NXT, Young interviene assieme agli altri 7 esordienti nel main event di Raw fra John Cena e CM Punk attaccando i due wrestler, il team degli annunciatori fra cui Justin Roberts, Matt Striker e Jerry "The King" Lawler e distruggendo il ring e i tavoli dei commentatori. Il 14 giugno attaccano il general manager di Raw Bret Hart che aveva rifiutato di dare un contratto ad ognuno di loro. Dopo l'accaduto, Bret Hart viene licenziato e la carica di General Manager viene data ad un uomo misterioso che mette sotto contratto tutti gli esordienti di NXT (tranne Daniel Bryan, che nel frattempo si è pentito di ciò che ha fatto). La sera stessa attaccano il Chairman Vince McMahon e la settimana successiva Ricky Steamboat ed altre leggende.
Darren Young insieme agli altri rookies continua a creare scompiglio a Raw. John Cena decide di creare un team di 7 uomini per sconfiggere il Nexus a Summerslam (team composto da John Cena, John Morrison, R-Truth, Edge, Chris Jericho, The Great Khali e Bret Hart). Nella puntata del 26 luglio 2010, il Nexus sconfigge facilmente il team Raw composto da Goldust, Jerry Lawler, Evan Bourne, Harry Smith, Tyson Kidd, Yoshi Tatsu e Mark Henry in un 14-man elimination tag team match; in questo incontro Darren Young riesce a sconfiggere Tyson Kidd colpendolo con la sua finisher. A SummerSlam il Team WWE sconfigge la Nexus incontro nel quale Darren Young viene eliminato per primo dal rientrante Daniel Bryan. Nella puntata del 16 agosto viene battuto da John Cena e da stipulazione Darren Young deve lasciare la stable.

#### Varie faide (2011–2012)
Fa il suo ritorno a Raw nella puntata del 6 settembre, interferendo nel match fra Wade Barrett e Randy Orton, regalando la vittoria a quest'ultimo, ma beccandosi una RKO da The Viper. Nella puntata di Raw del 4 ottobre, Darren Young partecipa alla battle royal a 20 uomini per decretare il primo sfidante per il titolo WWE. Viene eliminato all'incirca a metà match da Heath Slater. Incomincia poi a combattere a WWE Superstars. Riesce a battere Primo, ma perde per ben tre volte contro William Regal. Appare poi a Superstars fino al gennaio 2011.
Darren Young ritorna a NXT Season 5, che assume il nome di "NXT Redemption" per la sua caratteristica di avere come protagonisti rookies che hanno preso parte ad altre stagioni del programma. Nel caso di Young, la prima dove si classificò al quinto posto. Nella prima puntata, quella dell'8 marzo, prima sconfigge Jacob Novak ad un match e poi vince una prova. Young si farà comunque notare, iniziando anche una faida con il suo pro Chavo Guerrero, e riesce anche a batterlo in un match. Si riunisce poi a Guerrero per iniziare una rivalità contro Hornswoggle e Titus O'Neil. Il 24 maggio, viene combattuto il match decisivo fra i due, un No DQ match che viene vinto da Titus O'Neil.
Dopo vari match, inizia una faida con Matt Striker, in quanto il commentatore parlava male di lui durante i suoi match. Young riesce a sconfiggere Striker in singolo, sistemando la faccenda.
Dopo essere stato sospeso per 30 giorni per una violazione del Wellness Program, Young fa il suo ritorno nel corso della puntata del 15 novembre di NXT, attaccando Titus O'Neil alla fine del suo match contro Tyler Reks. Nella puntata del 29 novembre, perde un Triple Treath Match fra rookie in favore di Derrick Bateman. Nell'edizione del 17 gennaio di NXT, perde contro Titus O'Neil in un No DQ Match e, dopo il match, O'Neil effettua un Turn Heel.

#### The Prime Time Players (2012–2014)
Dopo il Turn di Titus, Young inizia a mostrare rispetto per l'ex rivale e i due formano un Tag Team. Il loro debutto in coppia è un successo, quando battono Alex Riley e Percy Watson. Il 16 febbraio, nel main event di SmackDown, partecipa alla Battle Royal valevole per il posto lasciato vacante da Randy Orton nell'Elimination Chamber di SmackDown valida per il World Title, ma viene eliminato per sesto da Ted DiBiase, Jr..
Nella giornata del 2 marzo, la WWE sposta il profilo di Darren Young nella sezione dedicata al roster di SmackDown, simbolo della promozione al roster blu. Qualche settimana più tardi, afferma che i due hanno sottoscritto un contratto con il roster di SmackDown.
Nella puntata del 20 aprile, fanno il loro debutto nel roster blu battendo gli Usos. Sconfiggeranno anche Yoshi Tatsu e Ezekiel Jackson e Santino Marella e Zack Ryder, salvo perdere contro i campioni di coppia Boom Jimmy.
Ad Over the Limit partecipa ad una Battle Royal a 20 uomini, nella quale il vincitore avrebbe scelto un campione secondario da sfidare con la cintura in palio, ma viene eliminato da Alex Riley. I due poi, annunciano che il Tag Team si chiamerà The Prime Time Players.
A No Way Out, i Prime Time Players vincono un Fatal 4-Way Tag Team Match diventando primi sfidanti ai titoli di coppia, battendo Primo & Epico, Justin Gabriel & Tyson Kidd e gli Usos grazie all'aiuto di Abraham Washington che blocca Epico durante lo schienamento di Young su Primo. Da qui partirà una faida con Epico e Primo. Young batterà Epico a Superstars, ma perderà con Primo a SmackDown. A Money in the Bank, i Prime Time Players vengono sconfitti da Primo & Epico. Tuttavia in un'edizione di SmackDown, vincono il match indetto dal General Manager Booker T fra i Prime Time Players ed Epico e Primo per determinare i primi sfidanti ai titoli di coppia, confermando di meritare il match titolato. Nella giornata del 10 agosto, AW viene licenziato dalla WWE, a causa di un comportamento non consono agli standard della compagnia.
A SummerSlam, i Prime Time Players non riescono a conquistare i titoli di coppia contro R-Truth e Kofi Kingston. A inizio settembre, sconfiggono Epico e Primo e gli Usos in un Triple Treath Tag Team Match, confermando di meritare di essere i primi sfidanti alle corone ma successivamente, a Raw il 10 settembre, la GM AJ Lee, mentre sta avendo una discussione con PTP puntualizza a loro che non sono ancora i primi sfidanti per i titoli di coppia e che per avere il match a Night of Champions dovranno battere il team composto da Kane e Daniel Bryan; il match decreterà i primi sfidanti. Nonostante gli attriti fra di loro a vincere il match sono Kane e Daniel Bryan, che quindi affronteranno i Boom Jimmy a Night of Champions. Al PPV, Young comunque prende parte alla Battle Royal del Pre-Show valida per lo status di primo sfidante allo United States Championship, ma viene eliminato da Tensai e Zack Ryder. Battendo Kofi Kingston e R-Truth, il 5 ottobre a SmackDown, avanzano al turno successivo per decretare i primi sfidanti ai titoli di coppia detenuti da Kane e Daniel Bryan per Hell in a Cell, ma l'8 ottobre, vengono eliminati in semifinale da Rey Mysterio e Sin Cara.
A Hell in a Cell, i Prime Time Players perdono contro Rey Mysterio e Sin Cara. Batteranno tuttavia i due messicani nell'edizione speciale di Super SmackDown del 6 novembre. Nella puntata di Raw del 12 novembre, Darren Young perde un 8-man tag team match in squadra con Titus O'Neil, Primo ed Epico, contro Justin Gabriel, Tyson Kidd, Rey Mysterio e Sin Cara. A Saturday Morning Slam, la stessa settimana, i PTP perdono contro Justin Gabriel e Tyson Kidd. Alle Survivor Series, Young perde il Traditional 5 on 5 Elimination Match insieme a Primo, Titus O'Neil, Epico e Tensai contro il Team formato da Brodus Clay, gli International Airstrike, Rey Mysterio e Sin Cara.
Il 10 dicembre, a Raw, prendono anche parte ad un Fatal 4-Way Tag Team Match per decretare gli avversari di Mysterio e Cara a TLC in un match valido per lo status di primi sfidanti alle corone di coppia, ma perdono in favore dei Rhodes Scholars.
Iniziano male il 2013, poiché perdono a Superstars contro Zack Ryder e Brodus Clay. Partecipa alla Royal Rumble con il numero 15 e viene eliminato da Kofi Kingston. Nella puntata di Smackdown del 19 luglio 2013 perde contro Rob Van Dam. Nella puntata di Raw del 22 luglio 2013 perde contro Dolph Ziggler per schienamento.
Durante il mese di agosto effettua un Turn Face insieme a Titus O'Neil, a causa di una faida con Jack Swagger e Antonio Cesaro.
A Night of Champions i PTP perdono contro Seth Rollins e Roman Reigns in un match valido per i titoli di coppia.
Nella puntata di Raw del 16 settembre i PrimeTime Players intervengono in difesa di Daniel Bryan insieme a Justin Gabriel, Dolph Ziggler, Kofi Kingston, Zack Ryder, i fratelli Jimmy e Jey Uso, Rob Van Dam e R-Truth contro lo Shield e Randy Orton, festeggiando sul ring insieme all'American Dragon dopo aver scacciato i quattro.

#### Competizione singola (2014–2015)
Nella puntata di SmackDown del 31 gennaio i Prime Time Players perdono contro i RybAxel, dopo il match Titus O'Neil attacca Darren Young effettuando un Turn Heel. Nella Puntata del 14 febbraio di Smackdown, sconfigge Damien Sandow. Ad Elimination Chamber Darren Young viene sconfitto da Titus O'Neil. Nel rematch avvenuto a Main Event, Darren Sconfigge O'Neil.

#### Reunion con Titus O'Neil (2015–2016)
Dopo mesi di assenza per un infortunio, fa il suo ritorno a Raw il 16 febbraio 2015, affrontando gli Ascension con un Wrestler locale, il match finisce in un No Contest in quanto gli Ascension attaccano Darren e il suo partner prima che inizi il match, ma a sorpresa Darren viene salvato da Titus O'Neil, cacciando via gli Ascension e riformando i Prime Time Players. A Main Event la stessa settimana, Young interviene per salvare O'Neil dall'attacco di Adam Rose e dei Rosebuds. La settimana dopo a Raw, i Prime Time Players affrontano gli Ascension, sconfiggendoli e facendo finire la loro Winning Streak dal debutto nel Main Roster. Nella puntata di Superstars del 1º maggio, O'Neil e Young sconfiggono i Los Matadores. A Elimination Chamber, i Prime Time Players, partecipano al Tag Team Elimination Chamber match valido per il WWE Tag Team Championship, dove vengono eliminati per ultimi dai campioni di coppia del New Day (Big E, Kofi Kingston e Xavier Woods). A Money in the Bank del 14 giugno vincono i titoli sconfiggendo Woods e Big E (Kingston era impegnato nel Money in the Bank Ladder Match). Difendono successivamente i titoli i numerose occasioni, come a Battleground del 19 luglio, prima di perderli a SummerSlam del 23 agosto a favore dei New Day (Big E e Kofi Kingston) in un Fatal 4-Way Tag Team Match che includeva anche i Los Matadores e i Lucha Dragons (Sin Cara e Kalisto). Nella puntata di SmackDown del 5 novembre i Prime Time Players affrontano, con i Lucha Dragons, la Wyatt Family (Bray Wyatt, Luke Harper, Erick Rowan e Braun Strowman) in un Traditional Survivor Series Tag Team Elimination Match ma vengono pesantemente sconfitti (venendo tutti e quattro eliminati, mentre la Wyatt Family non ha perso neanche uno dei suoi membri). Nella puntata di Raw del 23 novembre, assieme a Goldust, i Prime Time Players affrontano e sconfiggono gli Ascension e Stardust.
Pur non essendosi sciolti ufficialmente, i Prime Time Players non hanno più combattuto dal 2 febbraio del 2016 e sia O'Neil che Young sono stati visti combattere esclusivamente in singolo, soprattutto dopo che il primo è stato sospeso l'8 febbraio per una controversia con Vince McMahon.

#### Alleanza con Bob Backlund e licenziamento (2016–2017)
Darren tornò, dopo un periodo di assenza, a WrestleMania 32 del 3 aprile 2016 partecipando all'annuale André the Giant Memorial Battle Royal dove, nonostante fosse stato uno degli ultimi quattro a rimanere sul ring, venne eliminato da Kane. Nella puntata di Raw del 2 maggio prese parte ad una 20-man Battle Royal per determinare il contendente n°1 allo United States Championship di Kalisto ma venne eliminato. Da quando tornò in competizione singola, inoltre, Darren svolse il ruolo di "protettore" di Bob Backlund. Nella puntata di Raw dell'11 luglio Darren divenne il contendente n°1 all'Intercontinental Championship di The Miz dopo aver vinto una Battle Royal quando sia Apollo Crews che Baron Corbin si sono eliminarono insieme. Con la Draft Lottery avvenuta nella puntata di SmackDown del 19 luglio Darren venne assegnato roster di Raw e con lui anche Bob Backlund. Il 24 luglio, a Battleground, Darren affrontò The Miz per l'Intercontinental Championship ma il match terminò in doppia squalifica. Dopo una breve rivalità con il suo ex compagno di team Titus O'Neil, nella puntata di Raw del 31 ottobre Young partecipò ad una battle royal per determinare l'ultimo membro del Team Raw per Survivor Series ma venne eliminato. Successivamente Young subì un infortunio al gomito che lo costrinse a tenersi fuori dalle scene.
Dopo un lungo periodo di inattività, il 29 ottobre la WWE annunciò ufficialmente il licenziamento di Young.

## Vita privata
Il 15 agosto 2013 dichiara, durante un'intervista a TMZ, la sua omosessualità, facendo coming out. In seguito i colleghi e la federazione lo hanno supportato apprezzando la sua scelta di dichiararlo apertamente. Nel febbraio del 2014 Young ha indossato una felpa della NOH8 Campaign durante l'incontro contro Titus O'Neil ad Elimination Chamber, e nell'aprile 2014 numerosi altri wrestler della WWE lo hanno seguito nel promuovere la campagna.

## Personaggio

### Mosse finali
- Come Darren Young
  - Crossface Chickenwing – 2016–2017
  - Gut Check (Fireman's Carry Goutbuster) – 2011–2017
  - Heat Wave (Full Nelson lifted and twisted into a flatpack) – 2010–2011
- Come Fred Sampson
  - Bonecrusher (Running Powerslam)

### Soprannomi
- "Bonecrusher"
- "Mr. No Days Off"
- "The South Beach Party Boy"

### Manager
- A.W.
- Bob Backlund

## Titoli e riconoscimenti
- Chaotic Wrestling
  - Chaotic Wrestling New England Championship (1)
  - Chaotic Wrestling Tag Team Championship (1) – con Rick Fuller
- East Coast Wrestling Association
  - ECWA Heavyweight Championship (2)
  - ECWA Mid Atlantic Championship (1)
- Independent Wrestling Federation
  - IWF Heavyweight Championship (2)
  - Commissioner's Cup Tag Team Tournament (2003) – con Hadrian
  - Commissioner's Cup Tag Team Tournament (2004) – con Kevin Knight
  - Commissioner's Cup Tag Team Tournament (2006) – con Franciz
  - Tournament of Champions (2004)
- National Wrestling Superstars
  - NWS Tag Team Championship (1) – con Bulldog Collare
- New Blood Wrestling Federation
  - NBWF Tag Team Championship (1) – con Madman Fulton
- New Japan Pro-Wrestling
  - Strong Openweight Championship (1)
- Pro Wrestling Illustrated
  - 89º tra i 500 migliori wrestler singoli nella PWI 500 (2013)
  - PWI Feud of the Year (2010) The Nexus vs. WWE
  - PWI Most Hated Wrestler of the Year (2010) come membro del Nexus
- Rolling Stone
  - Most Deserved Push (2015) come membro dei Prime Time Players
- WWE
  - WWE Tag Team Championship (1) – con Titus O'Neil
  - Slammy Award (1)
    - Shocker of the Year (edizione 2010) Il debutto del Nexus.
- Wrestling Observer Newsletter
  - Worst Feud of the Year (2016) vs. Titus O'Neil